# Zócalo
En zócalo er et centralt torv eller plads, normalt i mexicanske byer. Zócaloerne var ofte de oprindelige centrale torve i mesoamerikanske byer, som de spanske erobrere overtog. Ordet "zócalo" stammer fra et af Mesoamerikas oprindelige sprog.

## Kendte zócaloer
- Plaza de la Constitución i Mexico City
- Zócaloen i Oaxaca

19°25′58″N 99°08′00″V / 19.43278°N 99.13333°V